# 北京环线特大桥
北京环线特大桥位于北京市，是京津城际铁路从北京南站跨越北京市区的桥梁。桥梁起自北京市区东城区左安门西约700米，向东南方向连续上跨二、三、四、五环路等城市道路，经过丰台区和朝阳区，在上跨通黄路之后终止于通州区台湖镇桂家坟村。桥全长15.6千米，最大跨度出现在上跨四环、五环的主跨，跨度均为128米；跨二、三环主梁跨度则为100米。